# Kościół Świętych Walentego i Bartłomieja w Skrońsku
Kościół Świętych Walentego i Bartłomieja – rzymskokatolicki kościół filialny, położony we wsi Skrońsko (gmina Gorzów Śląski). Świątynia należy do parafii Narodzenia Najświętszej Maryi Panny w Kościeliskach w dekanacie Gorzów Śląski, diecezji opolskiej.

## Historia kościoła
W Skrońsku do 1999 roku istniała drewniana świątynia, wybudowana około 1600 roku. Była ona remontowana w latach 1909–1910. 27 września 1999 roku kościółek doszczętnie spłonął, prawdopodobnie dla zatarcia śladów włamania.
Mieszkańcy Skrońska wraz z całą parafią w Kościeliskach, wybudowali w miejsce drewnianego kościółka, nowy, murowany. 23 września 2003 roku kościół został konsekrowany.